# 门代莱尼·陶马什
门代莱尼·陶马什（匈牙利語：Mendelényi Tamás，1936年5月2日—1999年9月6日），生于布达佩斯，匈牙利男子击剑运动员。他曾获得1960年夏季奥运会击剑比赛男子佩剑团体金牌。他于1999年在瓦尔盖斯泰什去世。